# Gare de Lac-Mégantic
La gare de Lac Mégantic est une ancienne gare ferroviaire située à Lac-Mégantic en Estrie au Québec, Canada. Le chemin de fer ouvrit la municipalité aux affaires et aux commerces entre Portland et Montréal en passant par Sherbrooke. Lac-Mégantic était un lieu où l'on pouvait changer, entretenir les locomotives et changer de personnel.

## Situation ferroviaire

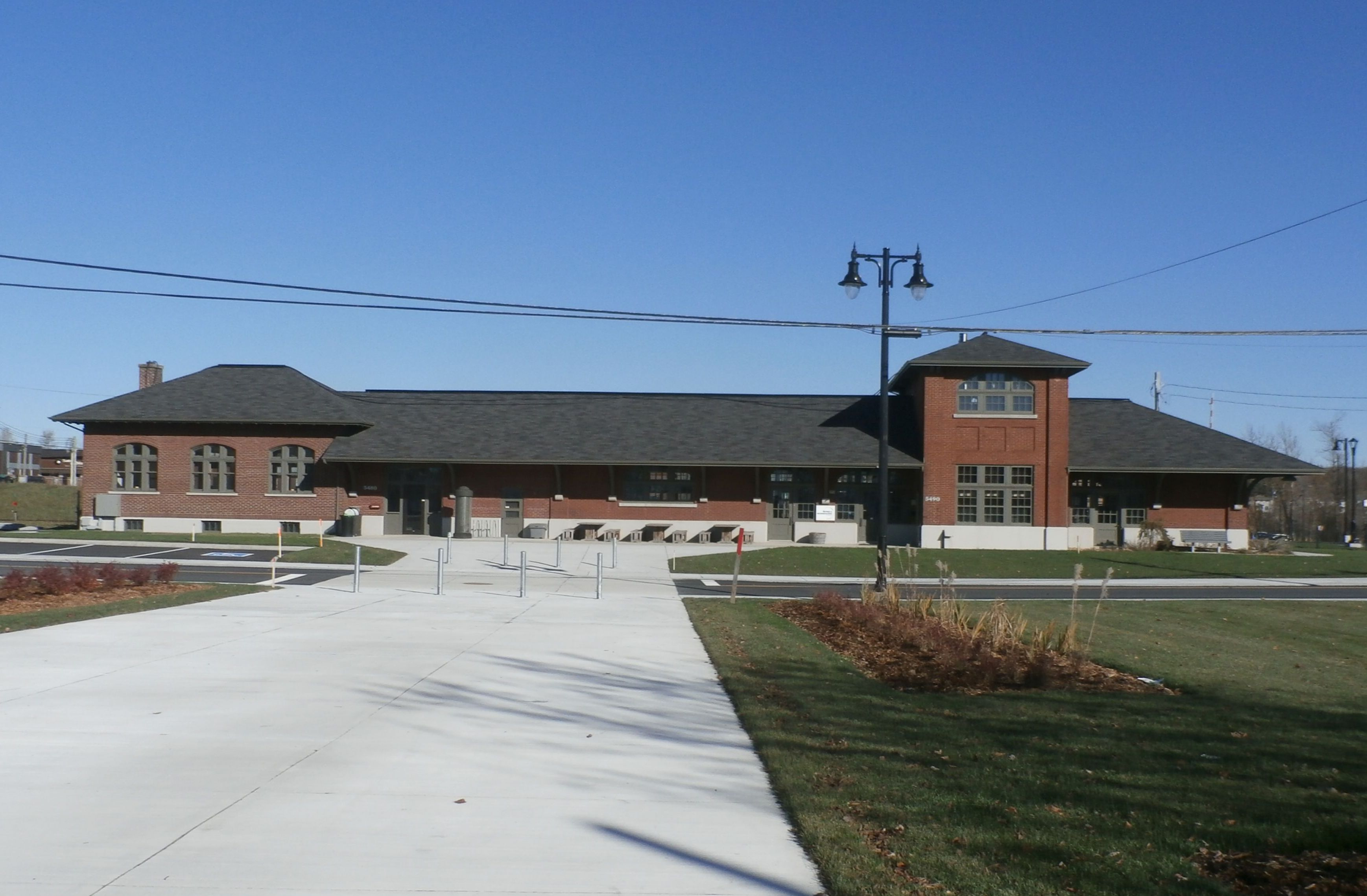
Gare de Lac-Mégantic vue de la rue Frontenac.

La gare de lac-Mégantic est située à l'ancienne jonction du Canadien Pacifique et du Chemin de fer Québec Central; une cour de Triage fut aménagée; de 6 voies en 1890, elle passe à 15 voies en 1900. La gare comprend le télégraphe et le bureau des douanes. S'y ajouteront une tour à charbon, une Glacière, (Entrepôt pour les blocs de glace récoltés sur le lac), une Plaque tournante et un Dépôt de locomotives. Lac-Mégantic deviendra une véritable ville ferroviaire.

## Histoire
L'endroit où la gare actuelle est située n'avait pas commencé à être défriché avant l'arrivée du chemin de fer. Le lieu où la rivière Chaudière prend sa source était couvert de forêt et l'endroit était simplement appelé La Chaudière. En mars 1879, le chemin de fer International de Saint-François et Mégantic dont John Henry Pope de Cookshire fut l'un des principaux promoteur contribua au développement ferroviaire du comté de Compton. Le tronçon entre Lennoxville et la rivière Chaudière est complété et une petite gare est construite. Mais aucun pont ne traversait la rivière et la voie ferrée s'arrêtait à l'ouest de la Chaudière. Le seul village organisé ou la messe était célébrée près des rives du Lac Mégantic était Piopolis qui fut fondé en 1871. Les hameaux autour du lac furent desservis par le bateau à vapeur Lena (longueur 16 mètres), basée à Trois-Lacs, qui faisait la navette pour les passagers, le courrier et les marchandises entre Mégantic, Baie-des-Sables, Piopolis, et le quai de Woburn. En 1881, la voie ferrée est prolongée, un pont sur pilotis est construit sur la rivière et en 1883 la petite station Boundary sur la frontière canado-américaine est construite. Le village de Mégantic compte environ 125 habitants et Agnès environ 55. La voie est construite au Maine en longeant la rivière Moose et atteint Greenville en 1886 puis Brownville (Maine) en 1887. Le tronçon de Sherbrooke à Lac Mégantic est acheté par le Canadien Pacifique en 1887.
Le Canadien Pacifique s'empresse de finir la voie à travers le Maine et atteint Mattawamkeag (Maine) en 1889, où la voie est connectée avec le Maine Central. Le 13 juin 1889, le premier train express de Montréal à Saint-Jean s’arrête à Lac-Mégantic. Le trajet de Lac-Mégantic à Montréal est d'environ 7 heures.

## Patrimoine ferroviaire
La gare ferroviaire de Lac-Mégantic dans ses dimensions actuelles est un édifice en brique qui date de 1956.